# Hyundai Ioniq 9
Hyundai Ioniq 9 (кор. 현대 아이오닉 9) — электромобиль-кроссовер с трёхрядными сиденьями южнокорейской компании Hyundai Motors, представленный в 2024 году. После Ioniq 5 и Ioniq 6, это третья модель под брендом Ioniq.

## Описание
Впервые Hyundai Ioniq 9 был представлен 20 ноября 2024 года в Лос-Анджелесе, Калифорния. Ранее в ноябре 2021 года был представлен концепт-кар под названием Hyundai Seven Concept. Во время разработки модель называлась Ioniq 7. По окончании программы разработки в начале 2024 года модель была переименована в Ioniq 9.
Разработанный в соответствии с концепцией под названием «Aerosthetic», Ioniq 9 включает в себя аэродинамические оптимизированные конструктивные особенности, такие как двойное движение активной воздушной заслонки спереди, 3D-образная крышка днища и шины с низким трением, достигающие коэффициента аэродинамического сопротивления 0,259 Кд (с цифровыми боковыми зеркалами в качестве опции на некоторых рынках). В салоне имеются плоский пол и настраиваемые варианты сидений, включая шесть или семь сидений с откидными «креслами для отдыха» в первом и втором рядах. Система Dynamic Body Care с функцией сенсорного массажа и поворотные сиденья для пассажиров второго ряда являются одними из ключевых предложений интерьера.
Во время своей презентации Ioniq 9 был анонсирован с литий-ионным или литий-никель-марганец-кобальт-оксидным аккумулятором ёмкостью 110,3 кВт⋅ч. Утверждается, что запас хода Long Range RWD составляет 620 км по циклу WLTP. От 10% до 80% автомобиль заряжается за 24 минуты с помощью зарядного устройства мощностью 350 кВт. Комплектации автомобиля: Long Range RWD, Long Range AWD и Performance AWD. Разгон Performance AWD от 0 до 100 км/ч составляет 5,2 секунды.
В Южной Корее и США продажи Hyundai Ioniq 9 намечены на первую половину 2025 года. Также возможны продажи в Европе и других странах.

## Галерея

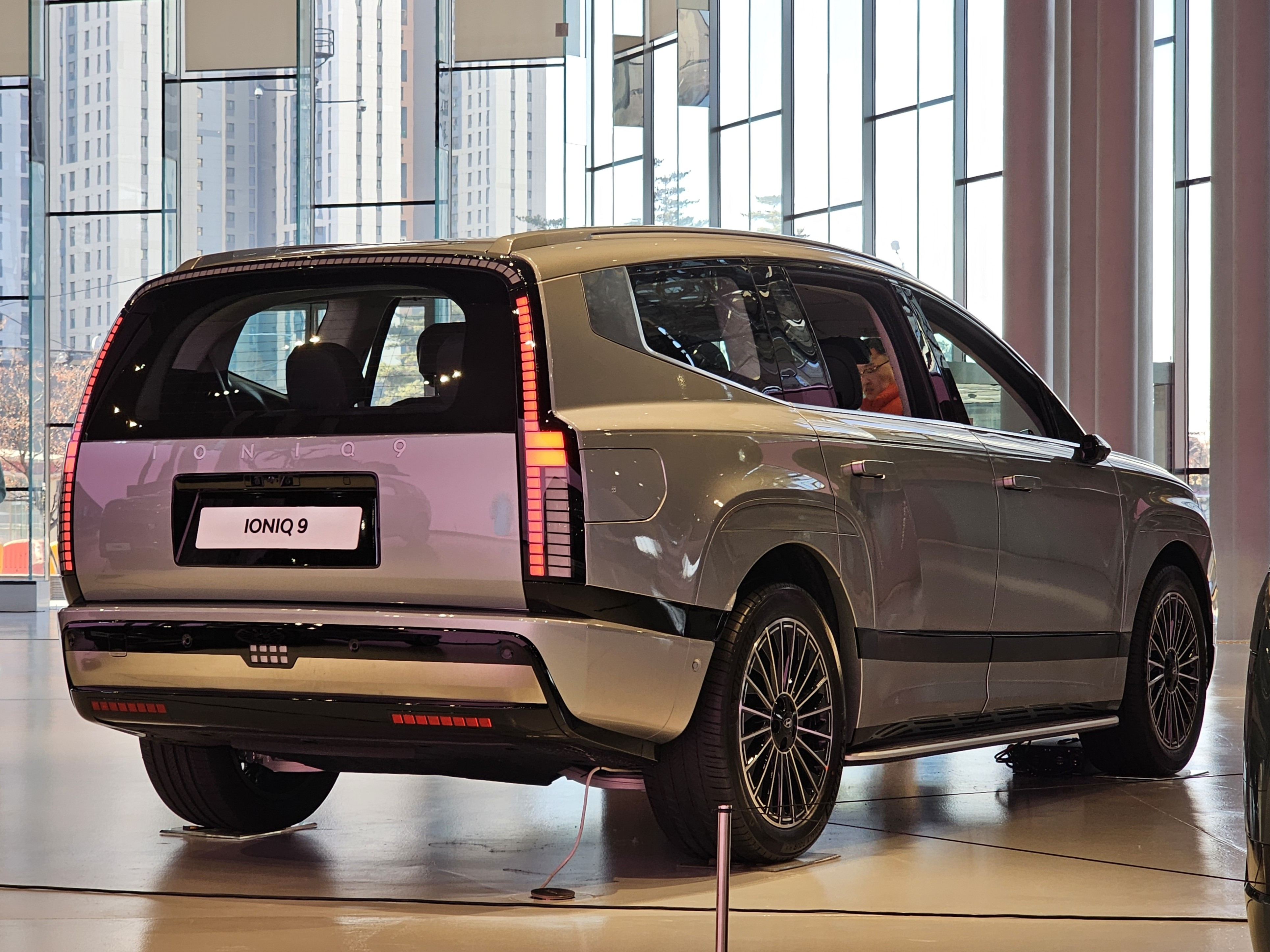
Ioniq 9 Calligraphy (вид сзади)
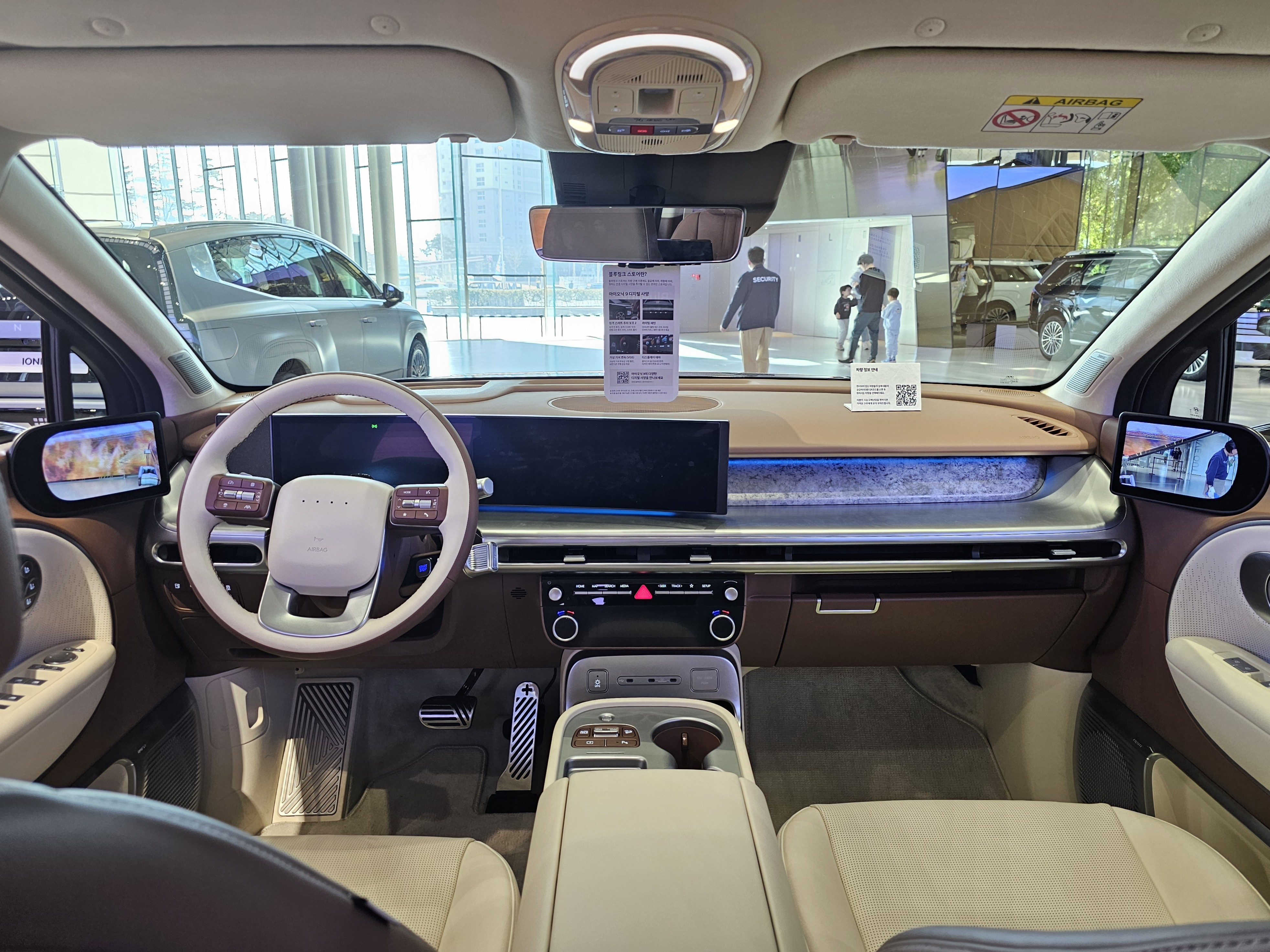
Ioniq 9 Calligraphy (интерьер)